# Décès en juillet 2020
Décès
- 2016
- 2017
- 2018
- 2019
- 2020
- 2021
- 2022
- 2023
- 2024

Pour une information complémentaire, voir la page d'aide.

| Date        | Nom                               | Activités | Âge      | Source |
| ----------- | --------------------------------- | --- | -------- | ------ |
| 1er juillet | Jean Cabannes                     | Juriste, ancien membre du Conseil Constitutionnel français.                                                                         | 95       |        |
| 1er juillet | Max Crook                         | Musicien américain. | 83       | (en)   |
| 1er juillet | Hugh Downs                        | Acteur américain. | 99       | (en)   |
| 1er juillet | Heinrich Fink                     | Théologien, homme politique et professeur d'université allemand.                                                                    | 85       | (de)   |
| 1er juillet | Beate Grimsrud                    | Écrivaine et réalisatrice norvégienne.                                                                                              | 57       | (no)   |
| 1er juillet | Veronica Moser                    | Actrice pornographique autrichienne.                                                                                                | 56       | (en)   |
| 1er juillet | Jean-Pierre Moumon                | Écrivain français de science fiction.                                                                                               | 73       |        |
| 1er juillet | Emmanuel Rakotovahiny             | Homme d'État malgache. | 81       |        |
| 1er juillet | Georg Ratzinger                   | Prêtre catholique et chef de chœur allemand, frère du pape émérite Benoît XVI.                                                      | 96       |        |
| 1er juillet | Paul Seban                        | Réalisateur français. | 90       |        |
| 1er juillet | Everton Weekes                    | Joueur de cricket et dirigeant sportif barbadien.                                                                                   | 95       | (en)   |
| 2 juillet   | Christian Garrison                | Écrivain américain. | 78       | (en)   |
| 2 juillet   | Ángela Jeria                      | Archéologue chilienne. | 93       | (es)   |
| 2 juillet   | Nikolaï Kapoustine                | Compositeur et pianiste soviétique, puis russe.                                                                                     | 82       | (en)   |
| 2 juillet   | Claude Mercier-Ythier             | Facteur de clavecin français. | 89       |        |
| 2 juillet   | Joseph Moroni                     | Rameur d'aviron français. | 82       |        |
| 2 juillet   | John Ebong Ngole                  | Politicien camerounais. | 80       | (fr)   |
| 2 juillet   | Tilo Prückner                     | Acteur allemand. | 79       | (de)   |
| 2 juillet   | Reckful                           | Streamer Twitch américano-israélien et un joueur professionnel d'esports.                                                           | 31       |        |
| 2 juillet   | Ronald L. Schwary                 | Producteur de cinéma et de télévision américain.                                                                                    | 76       | (en)   |
| 2 juillet   | Willem van Zwet                   | Mathématicien néerlandais. | 86       | (en)   |
| 2 juillet   | Yoon Sam-yook                     | Réalisateur et scénariste sud-coréen.                                                                                               | 83       | (co)   |
| 3 juillet   | Earl Cameron                      | Acteur britannique. | 102      | (en)   |
| 3 juillet   | Hermine de Clermont-Tonnerre      | Personnalité mondaine française. | 54       |        |
| 3 juillet   | Saroj Khan                        | Chorégraphe indienne. | 71       | (en)   |
| 3 juillet   | Ardico Magnini                    | Footballeur italien. | 91       | (it)   |
| 3 juillet   | Michel Meylan                     | Homme politique français. | 81       |        |
| 3 juillet   | Aurelio Moyano                    | Footballeur argentin. | 83       |        |
| 3 juillet   | Mamadou Bamba Ndiaye              | Journaliste et homme politique sénégalais.                                                                                          | 63       |        |
| 3 juillet   | Leonardo Villar                   | Acteur brésilien. | 96       | (pt)   |
| 4 juillet   | Guy Beckers                       | Homme d'affaires belge. | 95       |        |
| 4 juillet   | Martha Rocha                      | Reine de beauté brésilienne, Miss Brésil 1954.                                                                                      | 83       | (pt)   |
| 4 juillet   | Seninho                           | Footballeur international portugais.                                                                                                | 71       | (pt)   |
| 5 juillet   | Souzána Antonakáki                | Architecte grecque. | 84/85    | (el)   |
| 5 juillet   | Léo Bergoffen                     | Traducteur juif-allemand émigré en France en 1938.                                                                                  | 97       |        |
| 5 juillet   | Nick Cordero                      | Acteur canadien. | 41       | (en)   |
| 5 juillet   | Willi Holdorf                     | Athlète allemand (RFA), champion aux Jeux olympiques d'été de 1964.                                                                 | 80       | (de)   |
| 5 juillet   | Aubert Pallascio                  | Acteur canadien. | 82       |        |
| 5 juillet   | Tiloun                            | Chanteur français originaire de La Réunion.                                                                                         | 53       |        |
| 5 juillet   | Vladimir Trochkine                | Footballeur international soviétique, puis ukrainien, médaillé de bronze aux Jeux olympiques d'été de 1976.                         | 72       | (uk)   |
| 6 juillet   | Charlie Daniels                   | Auteur-compositeur-interprète américain de musique country.                                                                         | 83       | (en)   |
| 6 juillet   | Esparbec                          | Écrivain français de littérature pornographique.                                                                                    | 87       |        |
| 6 juillet   | Ronald Graham                     | Mathématicien et informaticien américain.                                                                                           | 84       | (en)   |
| 6 juillet   | Mary Kay Letourneau               | Institutrice américaine. | 58       | (en)   |
| 6 juillet   | Ennio Morricone                   | Compositeur, producteur et chef d'orchestre italien.                                                                                | 91       |        |
| 6 juillet   | Zdzisław Myrda                    | Joueur et entraîneur polonais de basket-ball.                                                                                       | 69       | (pl)   |
| 6 juillet   | Joe Porcaro                       | Percussionniste de jazz américain.                                                                                                  | 90       | (it)   |
| 6 juillet   | Chynybaï Tursunbekov              | Homme politique kirghiz. | 59       | (en)   |
| 6 juillet   | Sergueï Zagraïevski               | Peintre, historien de l'architecture et romancier soviétique, puis russe.                                                           | 55       | (ru)   |
| 6 juillet   | Hicham al-Hachemi                 | Analyste irakien spécialiste du djihadisme.                                                                                         | 47       |        |
| 7 juillet   | Dannes Coronel                    | Footballeur équatorien. | 47       |        |
| 7 juillet   | Gilbert Doucet                    | Joueur français de rugby à XV. | 64       |        |
| 7 juillet   | Elizabeth Harrower                | Romancière et nouvelliste australienne.                                                                                             | 92       |        |
| 7 juillet   | Guillermo Fleming                 | Footballeur international péruvien.                                                                                                 | 86       |        |
| 8 juillet   | Jean-Claude Alibert               | Pilote de rallye français. | 71       |        |
| 8 juillet   | Norman Allinger                   | Chimiste numéricien américain. | 92       | (en)   |
| 8 juillet   | Amadou Gon Coulibaly              | Homme d'État ivoirien. | 61       |        |
| 8 juillet   | Finn Christian Jagge              | Skieur alpin norvégien, champion olympique aux Jeux olympiques d'hiver de 1992.                                                     | 54       | (no)   |
| 8 juillet   | Liliane Klein-Lieber              | Responsable des Éclaireuses et éclaireurs israélites de France.                                                                     | 96       |        |
| 8 juillet   | Alex Pullin                       | Snowboardeur australien. | 32       | (en)   |
| 8 juillet   | Naya Rivera                       | Actrice et chanteuse américaine. | 33       | (en)   |
| 8 juillet   | Abdelmajid Tlemçani               | Footballeur tunisien. | 83       |        |
| 8 juillet   | Brad Watson                       | Écrivain américain. | 64       | (en)   |
| 8 juillet   | Flossie Wong-Staal                | Virologue et immunologue américaine.                                                                                                | 73       |        |
| 9 juillet   | Roland Desné                      | Philosophe et écrivain français | 89       |        |
| 9 juillet   | Jean-François Garreaud            | Acteur français. | 74       |        |
| 9 juillet   | Mohamed Kouradji                  | Arbitre de football algérien. | 68       |        |
| 9 juillet   | Park Won-soon                     | Homme politique et diplomate sud-coréen.                                                                                            | 64       |        |
| 9 juillet   | Gabriella Tucci                   | Soprano italienne. | 90       | (en)   |
| 9 juillet   | Joseph Vidal                      | Homme politique français. | 87       |        |
| 10 juillet  | Jack Charlton                     | Footballeur anglais. | 85       |        |
| 10 juillet  | Miloš Jakeš                       | Homme politique tchécoslovaque. | 97       | (cs)   |
| 10 juillet  | Ghaida Kambash                    | Femme politique irakienne. | 46       | (en)   |
| 10 juillet  | Paik Sun-yup                      | Homme politique et diplomate sud-coréen.                                                                                            | 99       | (co)   |
| 10 juillet  | Olga Tass-Lemhényi                | Gymnaste hongroise, multiple médaillée olympique (1948, 1952, 1956).                                                                | 91       | (hu)   |
| 10 juillet  | Lara van Ruijven                  | Patineuse de vitesse néerlandaise, médaillée de bronze aux Jeux olympiques d'hiver de 2018.                                         | 27       | (nl)   |
| 11 juillet  | Edward Kmiec                      | Prélat catholique américain. | 84       | (en)   |
| 11 juillet  | Jacques Mazoin                    | Joueur de rugby à XV puis entraîneur français.                                                                                      | 91       |        |
| 11 juillet  | Mary Miller                       | Actrice britannique. | 90       | (en)   |
| 11 juillet  | Donald Whiston                    | Joueur de hockey sur glace américain.                                                                                               | 93       | (en)   |
| 12 juillet  | Alain Desvergnes                  | Photographe français. | 88       |        |
| 12 juillet  | Judy Dyble                        | Chanteuse britannique. | 71       | (en)   |
| 12 juillet  | Frank Popper                      | Théoricien de l'art franco-britannique.                                                                                             | 102      | (en)   |
| 12 juillet  | Kelly Preston                     | Actrice et chanteuse américaine. | 57       | (en)   |
| 12 juillet  | Wim Suurbier                      | Footballeur néerlandais. | 75       |        |
| 12 juillet  | Lajos Szűcs                       | Footballeur international hongrois, champion et médaillé d'argent olympique (1968, 1972).                                           | 76       | (hu)   |
| 13 juillet  | Christian Biet                    | Professeur d'études théâtrales français.                                                                                            | 68       |        |
| 13 juillet  | Nadine Cosentino                  | Artiste-peintre française. | 72       |        |
| 13 juillet  | Bernard Cottret                   | Historien et angliciste français.                                                                                                   | 69       |        |
| 13 juillet  | Hamed Dahane                      | Footballeur marocain. | 76       |        |
| 13 juillet  | Grant Imahara                     | Acteur, ingénieur et animateur de télévision américain.                                                                             | 49       | (en)   |
| 13 juillet  | Delphine Levy                     | Écrivaine et haut fonctionnaire française.                                                                                          | 51       |        |
| 13 juillet  | Hassan al-Lawzi                   | Écrivain et homme politique yéménite.                                                                                               | 68       | (ar)   |
| 14 juillet  | Tolulope Arotile                  | Aviatrice et militaire nigériane.                                                                                                   | 24       | (en)   |
| 14 juillet  | Adalet Ağaoğlu                    | Femme de lettres turque. | 90       | (tr) < |
| 14 juillet  | Galyn Görg                        | Actrice et productrice américaine.                                                                                                  | 55       |        |
| 14 juillet  | J. J. Lionel                      | Chanteur belge. | 72       |        |
| 14 juillet  | María Lugones                     | Philosophe argentine. | 76       | (en)   |
| 14 juillet  | Katarzyna Otmianowska-Mazur       | Astronome polonaise. | 62       | (pl)   |
| 14 juillet  | Shajahan Siraj                    | Homme politique bangladais. | 77       | (en)   |
| 14 juillet  | Milan Šašik                       | Prélat lazariste slovaque. | 67       | (uk)   |
| 15 juillet  | Carlotta Barilli                  | Actrice italienne. | 84       |        |
| 15 juillet  | Paul Fusco                        | Photographe américain. | 90       |        |
| 15 juillet  | Gérard Lebel                      | Homme politique, professeur et juge canadien.                                                                                       | 90       |        |
| 15 juillet  | Maurice Roëves                    | Acteur britannique. | 83       | (en)   |
| 15 juillet  | Toke Talagi                       | Homme d'État niuéen. | 69       | (en)   |
| 15 juillet  | Ernest Wamba dia Wamba            | Homme politique congolais. | 67 ou 68 |        |
| 16 juillet  | Gladys Ejomi                      | Médecin camerounaise. |          |        |
| 16 juillet  | Karl Heinrich Kaufhold            | Historien allemand. | 87       | (de)   |
| 16 juillet  | Jamie Oldaker                     | Batteur et percussionniste américain.                                                                                               | 68       | (en)   |
| 16 juillet  | Phyllis Somerville                | Actrice américaine. | 76       | (en)   |
| 16 juillet  | Alekseï Tezikov                   | Joueur professionnel de hockey sur glace russe.                                                                                     | 42       | (ru)   |
| 16 juillet  | Víctor Víctor                     | Chanteur dominicain. | 71       | (en)   |
| 16 juillet  | Delphine Zanga Tsogo              | Femme politique et écrivaine camerounaise.                                                                                          | 84       |        |
| 17 juillet  | Moussa Benhamadi                  | Chercheur et homme politique algérien.                                                                                              | 67       |        |
| 17 juillet  | Pierre-Marie Coty                 | Prélat catholique ivoirien. | 92       |        |
| 17 juillet  | Seyfi Dursunoğlu                  | Comédien et animateur de télévision turc.                                                                                           | 87       | (tr)   |
| 17 juillet  | Zenon Grocholewski                | Cardinal et canoniste polonais. | 80       |        |
| 17 juillet  | Derek Ho                          | Surfeur américain. | 55       | (en)   |
| 17 juillet  | Barry Jarman                      | Joueur australien de cricket. | 84       | (en)   |
| 17 juillet  | Zizi Jeanmaire                    | Danseuse de ballet, meneuse de revue, chanteuse et comédienne française.                                                            | 96       |        |
| 17 juillet  | John Lewis                        | Homme politique américain. | 80       |        |
| 17 juillet  | Silvio Marzolini                  | Joueur puis entraîneur argentin de football.                                                                                        | 79       |        |
| 17 juillet  | C. S. Seshadri                    | Mathématicien indien. | 88       | (en)   |
| 17 juillet  | Michael Silverstein               | Linguiste et anthropologue américain.                                                                                               | 75       | (en)   |
| 17 juillet  | Ron Tauranac                      | Ingénieur automobile australien. | 95       |        |
| 17 juillet  | Marian Więckowski                 | Coureur cycliste polonais. | 86       |        |
| 18 juillet  | Ekaterina Alexandrovskaïa         | Patineuse artistique russo-australienne.                                                                                            | 20       |        |
| 18 juillet  | David Jisse                       | Producteur de radio, compositeur, arrangeur, chanteur et guitariste français.                                                       | 74       |        |
| 18 juillet  | Juan Marsé                        | Écrivain, traducteur et scénariste espagnol.                                                                                        | 87       | (es)   |
| 18 juillet  | Ali Mirzai                        | Haltérophile iranien, médaillé de bronze aux Jeux olympiques d'été de 1952.                                                         | 91       | (en)   |
| 18 juillet  | Haruma Miura                      | Acteur japonais. | 30       |        |
| 18 juillet  | Cécile Reims                      | Graveuse et écrivaine française d'origine lituanienne.                                                                              | 92       |        |
| 18 juillet  | Keith Sonnier                     | Artiste américain. | 78       | (en)   |
| 18 juillet  | Lucio Urtubia                     | Anarchiste espagnol. | 89       | (es)   |
| 18 juillet  | Alefoso Yalayalatabua             | Joueur fidjien de rugby à XV. | 43       | (en)   |
| 18 juillet  | Peggy Batchelor                   | Actrice britannique. | 103      | (en)   |
| 19 juillet  | Biri Biri                         | Footballeur gambien. | 72       | (en)   |
| 19 juillet  | Bruce G. Blair                    | Chercheur américain. | 72       | (en)   |
| 19 juillet  | Oreste Casalini                   | Sculpteur italien. | 58       | (it)   |
| 19 juillet  | David Cliche                      | Homme politique canadien. | 68       |        |
| 19 juillet  | Giulia Maria Crespi               | Dirigeante de presse italienne. | 97       | (it)   |
| 19 juillet  | Seydou Diarra                     | Homme politique et d'État ivoirien.                                                                                                 | 86       |        |
| 19 juillet  | Louis Dicaire                     | Prélat catholique canadien. | 73       | (en)   |
| 19 juillet  | Denise Domenach-Lallich           | Résistante française. | 95       |        |
| 19 juillet  | Saïd-Albert Guessoum              | Footballeur franco-algérien. | 86       |        |
| 19 juillet  | Nikolaï Tanaïev                   | Homme politique russe. | 74       | (ru)   |
| 19 juillet  | Franciszek Ziejka                 | Universitaire polonais. | 79       | (pl)   |
| 20 juillet  | Saskia Cohen-Tanugi               | Metteur en scène française. | 61       |        |
| 20 juillet  | Lone Dybkjær                      | Femme politique danoise. | 80       | (da)   |
| 20 juillet  | Doug Rogers                       | Judoka canadien, médaillé d'argent aux Jeux olympiques d'été de 1964.                                                               | 79       | (en)   |
| 20 juillet  | Viktor Tchijikov                  | Auteur et illustrateur soviétique puis russe.                                                                                       | 84       | (en)   |
| 21 juillet  | François Amoudruz                 | Résistant français. | 93       |        |
| 21 juillet  | Dobby Dobson                      | Chanteur de reggae et compositeur jamaïcain.                                                                                        | 78       | (en)   |
| 21 juillet  | Cheikh Sadibou Fall               | Homme politique sénégalais. | 69       |        |
| 21 juillet  | Germain Kouassi                   | Joueur et entraîneur de basket-ball ivoirien.                                                                                       | 83       |        |
| 21 juillet  | Andrew Mlangeni                   | Militant politique anti-apartheid sud-africain.                                                                                     | 95       |        |
| 21 juillet  | Francisco Rodríguez Adrados       | Helléniste, linguiste, philosophe, professeur d'université et traducteur espagnol.                                                  | 98       | (es)   |
| 21 juillet  | Stanley Robinson                  | Joueur de basket-ball américain. | 32       | (en)   |
| 21 juillet  | Annie Ross                        | Chanteuse et musicienne de jazz britannique.                                                                                        | 89       | (en)   |
| 21 juillet  | Michelle Senlis                   | Parolière française. | 87       |        |
| 21 juillet  | Mike Slemen                       | Joueur de rugby à XV anglais. | 69       | (en)   |
| 21 juillet  | Luzius Wildhaber                  | Juriste suisse. | 83       | (it)   |
| 21 juillet  | Kansai Yamamoto                   | Styliste japonais. | 76       | (ja)   |
| 21 juillet  | Jean-Noël de Bouillane de Lacoste | Diplomate français. | 85       |        |
| 22 juillet  | Charles Evers                     | Homme politique et activiste américain.                                                                                             | 97       | (en)   |
| 22 juillet  | Joan Feynman                      | Astrophysicienne américaine. | 93       | (en)   |
| 22 juillet  | Aleksandr Goussev                 | Hockeyeur sur glace soviétique puis russe, champion aux Jeux olympiques d'hiver de 1976.                                            | 73       | (ru)   |
| 22 juillet  | Aleksandr Ivanitsky               | Lutteur soviétique, champion aux Jeux olympiques d'été de 1964.                                                                     | 82       | (ru)   |
| 22 juillet  | Bob Sebra                         | Joueur américain de baseball. | 58       | (en)   |
| 23 juillet  | Jean Brankart                     | Coureur cycliste belge. | 90       |        |
| 23 juillet  | Éric de Cromières                 | Dirigeant sportif français. | 66       |        |
| 23 juillet  | Emmanuel Farhi                    | Économiste français. | 41       | (en)   |
| 23 juillet  | May Kaftan-Kassim                 | Astronome irako-américaine | 92       | (en)   |
| 23 juillet  | Benjamin Mkapa                    | Homme politique tanzanien. | 81       |        |
| 23 juillet  | Paolo Sassone-Corsi               | Chercheur en biologie moléculaire italien.                                                                                          | 64       | (it)   |
| 23 juillet  | Jacqueline Sauvage                | Femme victime de violences conjugales française.                                                                                    | 72       |        |
| 23 juillet  | Jacqueline Scott                  | Actrice américaine. | 89       | (en)   |
| 23 juillet  | Dominic Sonic                     | Musicien de rock français. | 56       |        |
| 24 juillet  | Nina Andreïeva                    | Chimiste, femme politique et enseignante soviétique puis russe.                                                                     | 81       | (ru)   |
| 24 juillet  | Claude Beausoleil                 | Écrivain, poète et essayiste québécois.                                                                                             | 71       |        |
| 24 juillet  | Nejib Ben Khalfallah              | Danseur et chorégraphe tunisien. | 53       |        |
| 24 juillet  | Maurizio Calvesi                  | Historien de l'art italien. | 92       | (it)   |
| 24 juillet  | Humbert Camerlo                   | Metteur en scène français. | 76       |        |
| 24 juillet  | Sergio Custodio                   | Professeur, écrivain et humaniste guatémaltèque.                                                                                    | 73       |        |
| 24 juillet  | Jean-Marc Gabaude                 | Philosophe français. | 92       |        |
| 24 juillet  | Ben Jipcho                        | Athlète de steeple kényan, médaillé d'argent aux Jeux olympiques d'été de 1972.                                                     | 77       | (en)   |
| 24 juillet  | Claude-Gérard Marcus              | Homme politique français. | 86       |        |
| 24 juillet  | Regis Philbin                     | Acteur, animateur de télévision, chanteur et musicien américain.                                                                    | 88       | (en)   |
| 24 juillet  | Lotty Rosenfeld                   | Artiste chilienne. | 77       | (es)   |
| 24 juillet  | Jan Verroken                      | Homme politique belge. | 103      |        |
| 25 juillet  | Jean Boin                         | Footballeur français. | 71       |        |
| 25 juillet  | Peter Green                       | Guitariste et compositeur de blues et rock britannique.                                                                             | 73       | (en)   |
| 25 juillet  | Bernard Ładysz                    | Chanteur d'opéra et acteur polonais.                                                                                                | 98       | (pl)   |
| 25 juillet  | Giulio Maceratini                 | Homme politique italien. | 82       | (it)   |
| 25 juillet  | John Saxon                        | Acteur américain. | 83       | (en)   |
| 25 juillet  | Eddie Shack                       | Hockeyeur sur glace canadien. | 83       | (en)   |
| 26 juillet  | Jim Abbott                        | Homme politique canadien. | 77       | (en)   |
| 26 juillet  | Alain Cacheux                     | Homme politique français. | 72       |        |
| 26 juillet  | Olivia de Havilland               | Actrice américaine puis française.                                                                                                  | 104      |        |
| 26 juillet  | Guy Lutgen                        | Homme politique belge. | 84       |        |
| 26 juillet  | Babacar Touré                     | Journaliste et homme d'affaires sénégalais.                                                                                         | 69       |        |
| 26 juillet  | Hans-Jochen Vogel                 | Homme politique allemand. | 94       | (de)   |
| 27 juillet  | Owen Arthur                       | Homme politique barbadien. | 70       | (en)   |
| 27 juillet  | Bernard Cleary                    | Homme d'affaires, journaliste et homme politique canadien.                                                                          | 83       |        |
| 27 juillet  | Radhi Jazi                        | Pharmacien tunisien. | 92       |        |
| 27 juillet  | Muhammad Asad Malik               | Joueur de hockey sur gazon pakistanais, champion et double médaillé d'argent olympique (1964, 1968, 1972).                          | 78       | (en)   |
| 27 juillet  | Khalil Taha                       | Lutteur libanais, médaillé de bronze aux Jeux olympiques d'été de 1952.                                                             | 88       | (en)   |
| 27 juillet  | Gianrico Tedeschi                 | Acteur italien. | 100      | (it)   |
| 28 juillet  | Aleksandr Aksinin                 | Athlète de sprint soviétique puis russe, médaillé de bronze aux Jeux olympiques d'été de 1976 et champion olympique à ceux de 1980. | 65       | (ru)   |
| 28 juillet  | José Luis García Ferrero          | Homme politique espagnol. | 90       | (es)   |
| 28 juillet  | Gisèle Halimi                     | Écrivaine et avocate franco-tunisienne.                                                                                             | 93       |        |
| 28 juillet  | John McNamara                     | Joueur de baseball américain. | 88       | (en)   |
| 28 juillet  | Joseph Moingt                     | Prêtre jésuite et christologue français.                                                                                            | 104      |        |
| 28 juillet  | Paul Morin                        | Homme politique et résistant français.                                                                                              | 96       |        |
| 28 juillet  | Marcel Plasman                    | Homme politique belge. | 95       |        |
| 28 juillet  | Diana E. H. Russell               | Écrivaine, sociologue et féministe sud-africaine.                                                                                   | 81       | (en)   |
| 29 juillet  | Albin Chalandon                   | Haut fonctionnaire, banquier et homme politique français.                                                                           | 100      |        |
| 29 juillet  | Connie Culp                       | Première bénéficiaire américaine de la greffe du visage.                                                                            | 57       | (en)   |
| 29 juillet  | Anatoli Fedyukin                  | Handballeur soviétique, champion et médaillé d'argent olympique (1976, 1980).                                                       | 68       | (ru)   |
| 29 juillet  | Andy Haden                        | Joueur de rugby à XV néo-zélandais.                                                                                                 | 69       | (en)   |
| 29 juillet  | Joe Kernan                        | Homme politique américain. | 74       | (en)   |
| 29 juillet  | Perence Shiri                     | Officier et homme politique zimbabwéen.                                                                                             | 65       | (en)   |
| 29 juillet  | Giorgio Todde                     | Écrivain italien. | 68       | (it)   |
| 29 juillet  | R. Toros                          | Sculpteur français. | 85       |        |
| 30 juillet  | Djemel Barek                      | Acteur et metteur en scène français.                                                                                                | 56       |        |
| 30 juillet  | J.M.A. Biesheuvel                 | Écrivain néerlandais. | 81       | (nl)   |
| 30 juillet  | Herman Cain                       | Homme d'affaires et homme politique américain.                                                                                      | 74       | (en)   |
| 30 juillet  | Lee Teng-hui                      | Homme d'État taïwanais. | 97       | (en)   |
| 30 juillet  | Lionel Rocheman                   | Acteur, musicien et écrivain français.                                                                                              | 92       |        |
| 31 juillet  | Dominique Aulanier                | Footballeur français. | 46       |        |
| 31 juillet  | Jocelyne Khoueiry                 | Combattante libanaise. | 64       |        |
| 31 juillet  | Gilles Lapouge                    | Écrivain et journaliste français.                                                                                                   | 96       |        |
| 31 juillet  | Alan Parker                       | Réalisateur, producteur de cinéma, compositeur et scénariste britannique.                                                           | 76       | (en)   |
| 31 juillet  | Stephen Tataw                     | Footballeur camerounais. | 57       | (en)   |
| 31 juillet  | Joan Mari Torrealdai              | Écrivain, sociologue et journaliste espagnol.                                                                                       | 77       | (es)   |
| 31 juillet  | Miodrag Živković                  | Sculpteur yougoslave puis serbe. | 92       | (sr)   |